# Bohicon
Bohicon – miasto w Beninie, w departamencie Zou. Położone jest około 100 km na północny zachód od stolicy kraju, Porto-Novo, oraz około 5 km na wschód od miasta Abomey. W spisie ludności z 11 maja 2013 roku liczyło 93 744 mieszkańców.
W mieście rozwinął się przemysł bawełniany oraz odzieżowy.

## Współpraca
Miejscowość partnerska:
- Zoersel, Belgia